# Jay DeMarcus
Jay DeMarcus właśc. Stanley Wayne DeMarcus, Jr. (ur. 26 kwietnia 1971 w Columbus) – amerykański muzyk, basistą grupy country/pop Rascal Flatts.
W latach 1990–1993 studiował na Lee Collage w Cleveland.
15 maja 2004 ożenił się z Alison Alderson, miss Tennessee z lat 1999 i 2002.